# رودلف توساينت
رودلف توساينت (بالألمانية: Rudolf Toussaint)‏ هو ضابط ألماني، ولد في 2 مايو 1891 في إجلكوفن في ألمانيا، وتوفي في 1 يوليو 1968 في ميونخ في ألمانيا.